# DKW F93/F94
En septiembre de 1955, fue desarrollado por Auto Union el DKW F93, comercialmente conocido como el Gran «Große» DKW 3=6, dotado de la misma configuración técnica que su predecesor, el F91, pero con una carrocería más larga y ancha, DKW presentó una clase especial.   

## Desarrollo
El F93 se diferencia del F91 por un motor más potente (38 hp a 4200 rpm), una carrocería ampliada en 10 cm, un parabrisas curvado de manera uniforme con bordes cromados, una parrilla de forma ovalada y se ofrece el embrague automático Saxomat. Debe su nombre 3=6 a que con un motor de tres cilindros y dos tiempos, podía rendir como un seis cilindros de cuatro tiempos. Solo hacía falta duplicar la carrera del pistón.
La adquisición de Auto Union por Daimler-Benz se refleja en los nombres. Por lo tanto, los vehículos a partir de mediados de 1958, se comercializan como DKW 900, antes de ser reemplazados por Auto Union 1000.
De septiembre de 1955 a julio de 1959 un total de 137.800 vehículos fueron construidos, incluyendo 19.531 rurales. Construidos por Karmann se fabricaron 667 cabriolés de dos y cuatro asientos.
En febrero de 1957, con la introducción de la versión F94 del coche, un modelo de cuatro puertas, finalmente llegó a estar disponible. La berlina de cuatro puertas con una distancia entre ejes ampliada 10 centímetros (3,9 pulgadas) respecto a la de dos puertas: la publicidad siguió haciendo hincapié del DKW como líder en su clase amplitud interior.  Así lo hizo también en el año 1957, cuando la combi «Universal» versión F91 pasó a ser el F94: ahora se incorporan muchas características introducidas dos años antes en los berlinas.

## El F94 en América del Sur
Los automóviles Auto Union fueron muy populares en América del Sur, donde se fabricó un número de modelos basados en el F94 en Brasil y Argentina. En Brasil el F94 se produjo en una forma ligeramente modificada bajo licencia por Vemag desde 1958 hasta 1967. La línea F94, bautizada como DKW-Vemag, fue equipada con puertas con bisagras en la parte delantera (desde 1964) y cuatro faros (en 1967); sin embargo, se produjo sin modificaciones aunque utilizando el motor más potente del Auto Union 1000 en Santa Fe, Argentina hasta finales de 1969.
|  |

## Variantes de carrocería
- Sedán de dos puertas (F93) (1955-1959)
- Cupé sin parantes de dos puertas (F93) (1955-1959)
- Cabriolé de dos y cuatro plazas producida por Karmann (F93) (1955-1959)
- Sedán de cuatro puertas (F94) (1957-1959)
- Combi «Universal» de tres puertas (F94 U) (1957-1959)

|  |  |